# Единообразный торговый кодекс США
Единообра́зный торго́вый ко́декс США (англ. The Uniform Commercial Code), сокращенно ЕТК (англ. UCC) — модельный (рекомендательный) акт, представляющий собой унификацию торгового права США и ратифицированный с теми или иными изменениями большинством американских штатов.

## Предпосылки унификации торгового права США

### Социально-экономические и юридические предпосылки

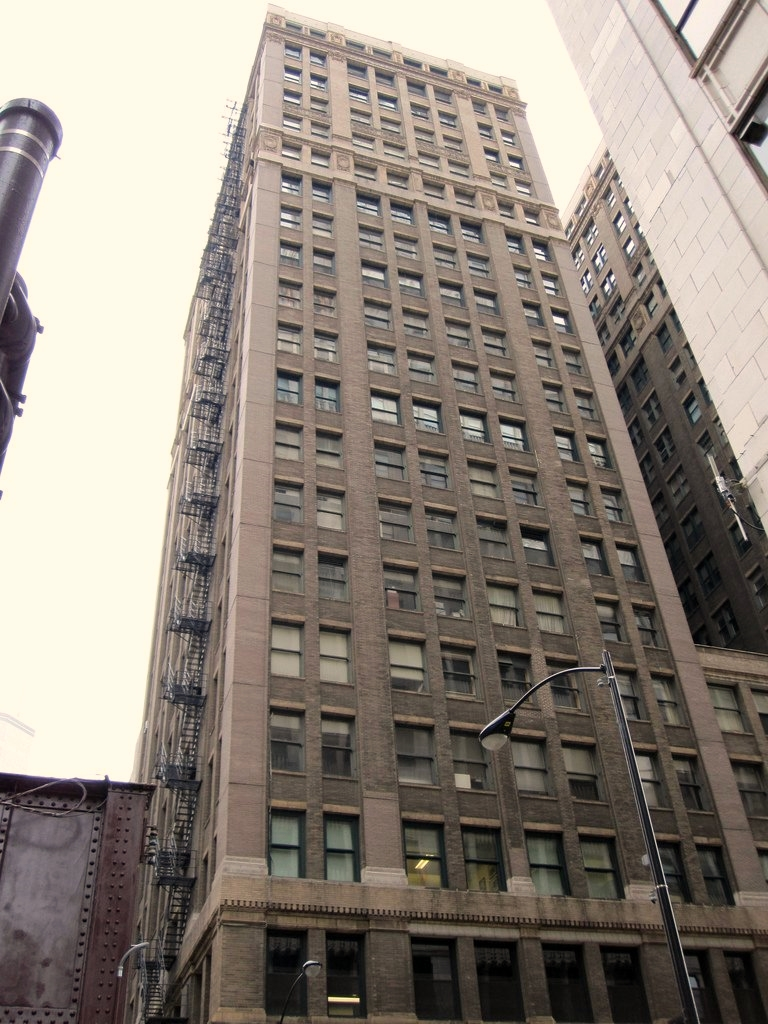
Штаб-квартира НКУ, Чикаго

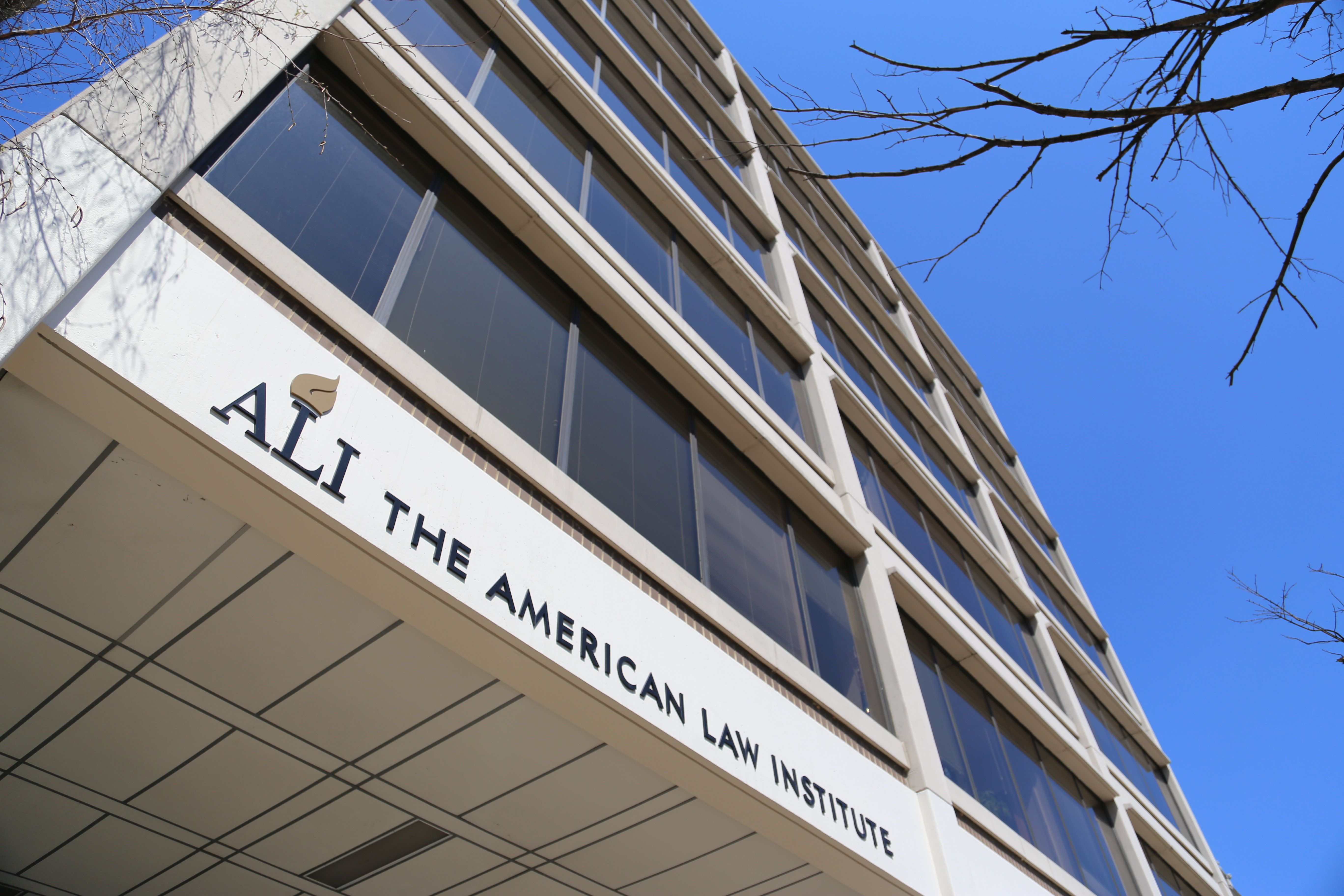
Штаб-квартира Американского института права, Филадельфия

Одной из важнейших предпосылок унификации торгового права США, результатом которой стала разработка ЕТК, явилось ускоренное развитие в конце XIX — начале XX веков рыночных отношений, следствием которого стало расширение экономических, политических и иных связей между отдельными штатами, рост мобильности населения, активизация торговых контактов и др. Однако различное регулирование коммерческих операций на территории отдельных штатов создавало препятствия на пути развития этих процессов. Следствием указанных различий были сложность и противоречивость действующих правил осуществления торговой деятельности, снижавшие эффективность взаимодействия предпринимателей, банков и корпораций. Кроме того, пробелы и недостатки торгового законодательства штатов активно использовались в ходе различных злоупотреблений.
В этих условиях Американская ассоциация юристов в 1890 году выступила с инициативой выявления и изучения тех сфер коммерческой деятельности, единообразное регулирование которых было бы наиболее полезным. В 1892 году в США была учреждена Национальная конференция уполномоченных по унификации права штатов (НКУ), целью которой стали разработка и рекомендация штатам для введения в действие унифицированных актов в тех сферах законодательства, единообразие в которых представлялось наиболее желательным и реально достижимым. Другой организацией, действующей в сфере унификации права США, стал основанный в 1923 году Американский институт права.
В качестве самостоятельной юридической предпосылки разработки ЕТК в литературе выделяется потребность упростить работу судов штатов, принимавших в условиях различной юрисдикции совершенно различные решения по однородным спорам. В неспособности выработки единообразных подходов к рассмотрению торговых споров проявилась ограниченность господствовавшей в США системы прецедентного права, слишком медленно и противоречиво реагировавшей на требования практики делового оборота. Формирование единообразной системы регулирования торговой деятельности призвано было помимо прочего реализовать принципы «равенства, предсказуемости, экономии и уважения».
Кроме того, перед организациями по унификации стояла задача сделать право, регулирующие коммерческие сделки, доступным для более широкого круга лиц. По словам одного из основных разработчиков ЕТК К. Ллевеллина, первой и наиболее важной причиной создания Кодекса явилось то, что «право, которое регулирует нашу торговлю и коммерческие финансы, плохо знакомо большинству юристов… и почти полностью неизвестно большей части бизнесменов». К. Ллевеллин сформулировал и наиболее полный список юридических причин появления ЕТК:
1. моральное устаревание многих законов в коммерческой сфере, вызванное непрерывным развитием деловой практики и технологий;
2. наличие в действующем законодательстве множества юридико-технических недостатков, которые при неблагоприятном стечении обстоятельств или умышленно могли быть использованы для злоупотреблений или вести к произволу;
3. появление во всех сферах действия торгового законодательства большого числа судебных прецедентов, вступавших в конфликт между собой не только в тех случаях, когда они были приняты в различных штатов, но и тогда, когда речь шла об одном и том же штате.

Первые попытки сближения и унификации законодательства штатов в коммерческой сфере нашли выражение в подготовке проекта единообразного закона об оборотных инструментах (1896), а также в принятии единообразных законов о складских свидетельствах (1906), о торговле (1906), об обороте ценных бумаг (1909), о продаже с условием (1918), о сохранной расписке (1933), закона о коносаментах (1909) и др. Однако практика подготовки и принятия таких законов не давала желаемого эффекта: не все штаты принимали вышеназванные проекты, часть из них утверждалась с изменениями и дополнениями. В совокупности все это вносило лишь дополнительную путаницу в систему действующего законодательства. Кроме того, к концу 1930-х годов указанные акты в значительной степени устарели. Вследствие этого назрела необходимость не просто обновления принятых ранее законов, а создания единого акта, который бы подвел итог осуществленной ранее деятельности по унификации торгового законодательства и объединил бы все принятые модельные законопроекты в коммерческой сфере.

### Политико-правовые предпосылки. Конституция США и торговое право

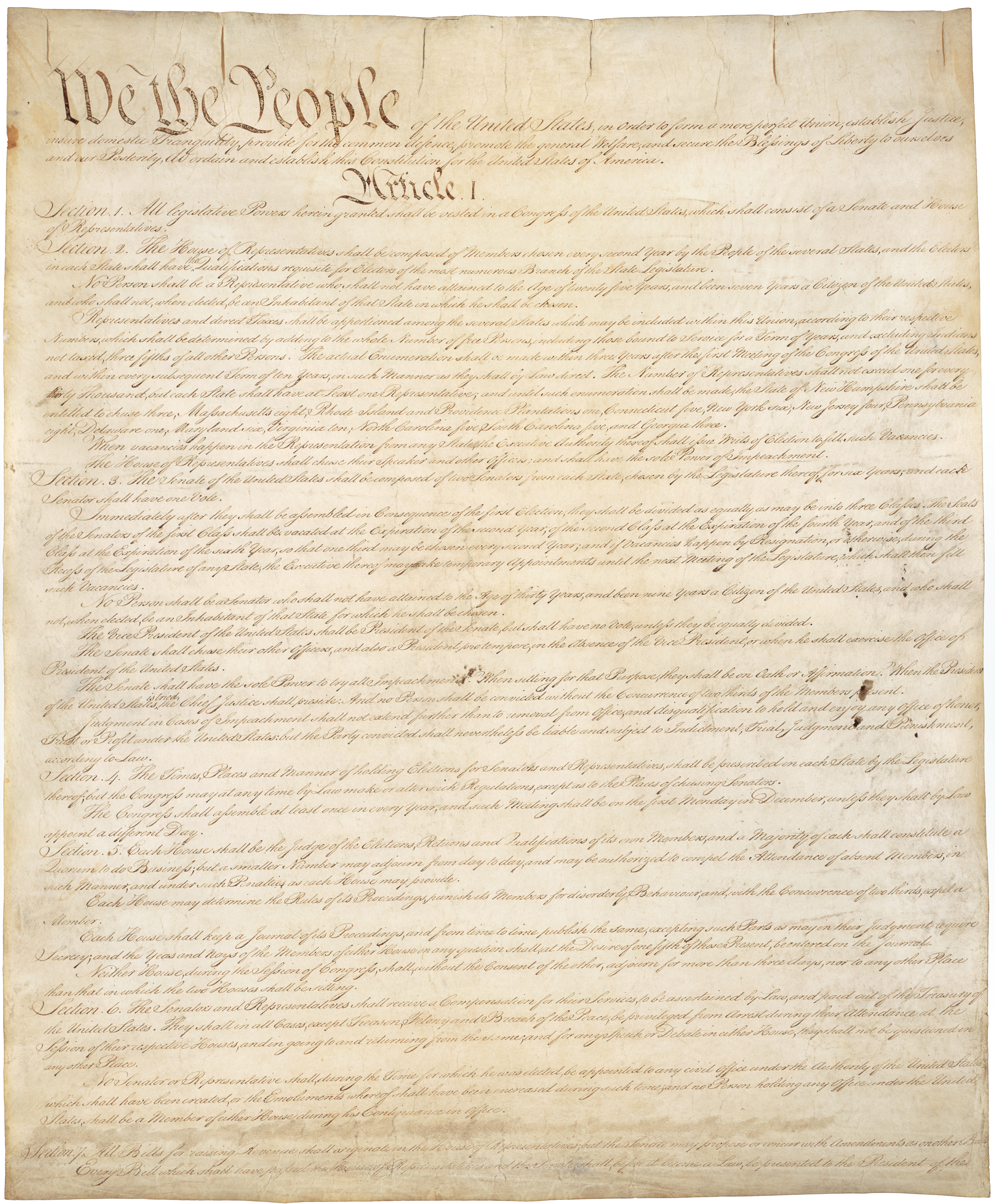
Конституция США

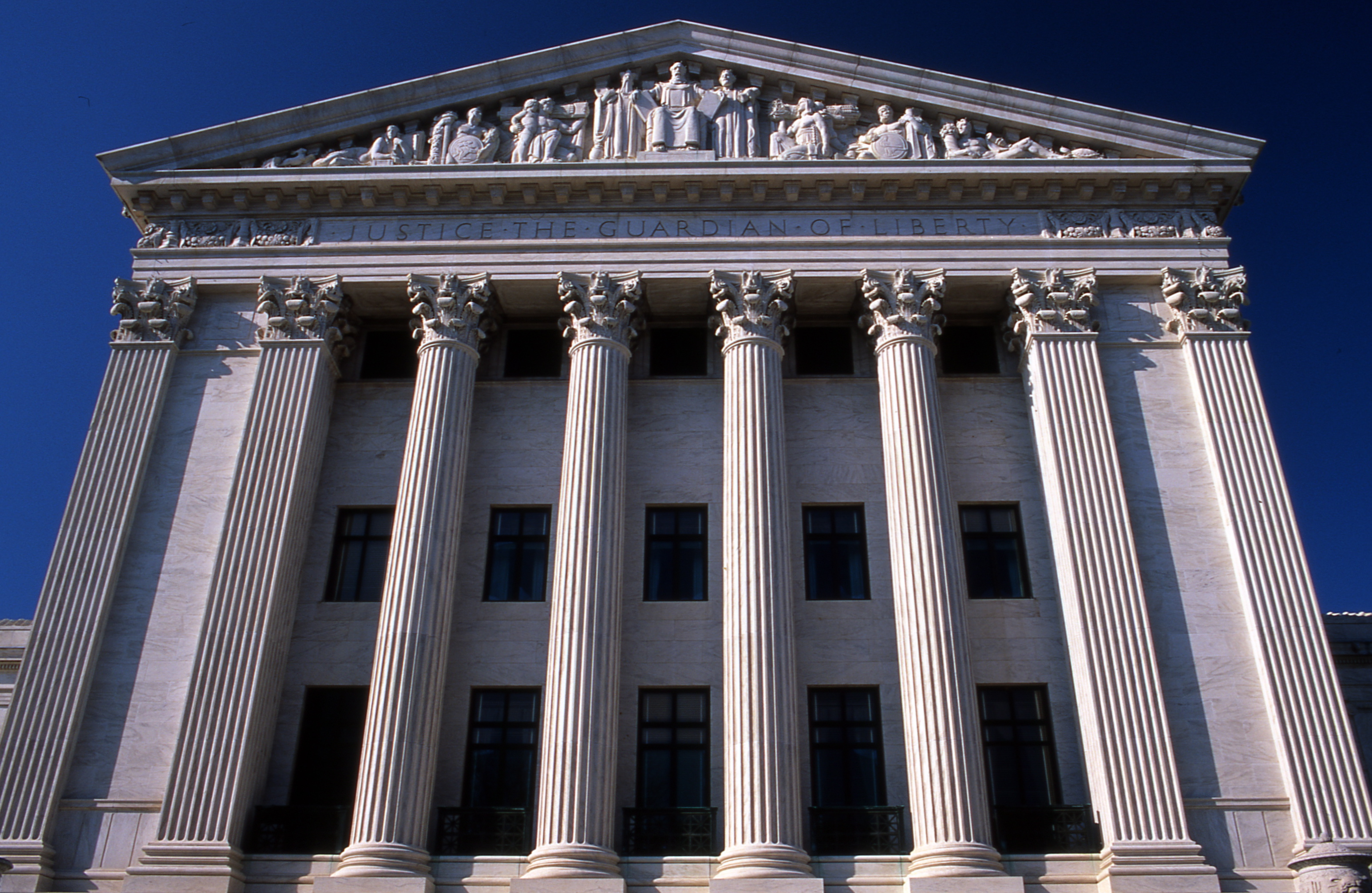
Верховный суд США

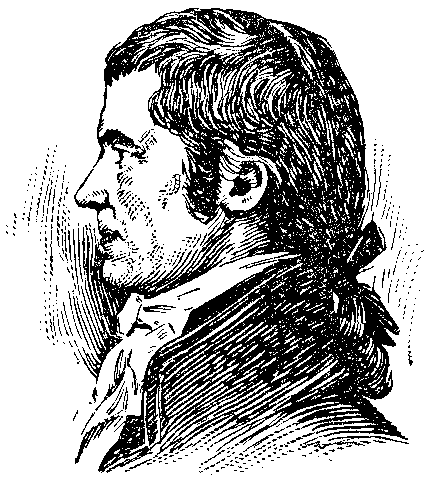
Джон Маршалл

В соответствии с разделом 8 статьи 1 Конституции США Конгрессу было предоставлено право регулировать торговлю с иностранными государствами, между отдельными штатами и с индейскими племенами. Однако данная формулировка не позволяла однозначно судить о том, находится ли это право в исключительной компетенции федеральной власти или последняя делит свои полномочия в этой сфере с законодательными собраниями штатов. Прямого запрета штатам участвовать в регулировании торговых отношений (как это было предусмотрено, например, в разделе 10 статьи 1 в отношении введения таможенных пошлин) Конституция не содержала. Дополнительные разночтения в трактовке полномочий федеральной власти и штатов в торговой сфере были обусловлены действием Десятой поправки, сохранявшей за штатами полномочия, не отнесенные к ведению Соединенных Штатов.
В совокупности изложенные нормы Конституции США породили двойственное толкование так называемой «торговой оговорки», основу которого составили две различные концепции разграничения полномочий федеральной власти и штатов по регулированию не только торговых отношений, но и частноправовых отношений вообще. Верховный суд США, разрешающий дела о соответствии законодательных актов Конституции, по-разному трактовал указанные полномочия.
В частности, в первой половине XIX века Верховный суд под председательством Главного судьи США Джона Маршалла принял ряд решений, затрагивающих вопрос баланса сил между федеральным правительством и властью штатов, в которых неоднократно подтверждалось превосходство федерации и утверждалось её право осуществлять полномочия, сформулированные в Конституции недостаточно отчетливо. Одним из наиболее значительных в ряду подобных постановлений стало решение 1819 года по делу «Маккалох против штата Мэриленд», предложившее новую трактовку Десятой поправки и положенное в основу доктрины «подразумеваемых полномочий». Последняя, в частности, подтверждало право федерального правительства принимать решения в финансовой сфере в опоре не на штаты, а на народ как источник полномочий федеральной власти. В том же ключе было сформулировано и решение по делу «Гиббонс против Огдена». В нем Дж. Маршалл дал новое определение торговли, призвав понимать под ней «любые формы коммерческих отношений», включая права и обязанности участников таких отношений, и, соответственно, подтвердив полномочия Конгресса «предписывать правила, с помощью которых торговля должна управляться».
Однако после ухода Маршалла с поста Главного судьи США принцип верховенства федерации подвергся критике, что привело к усилению доктрины прав штатов и утверждению двуединого характера доктрины мештатной торговли. Штаты, в частности, сохранили за собой право принимать законы в тех видах коммерции, которые не распространялись на торговлю между штатами. В 1842 году решением по делу «Свифт против Тайсона» Верховный суд обязал федеральные суды при рассмотрении дел, подпадающих под их юрисдикцию, применять законодательство штатов. В спорных случаях вместо использования судебных прецедентов, выработанных системой общего права штатов, судам предписывалось создавать нормы федерального общего права; в частности, решение по делу «Чемпион против Эмиса» (1903) предполагало, что в связи с неспособностью штатов остановить поток незаконной торговли только федеральные суды могут определять, какие виды коммерческой деятельности незаконны.
Несколько позднее доктрина межштатной торговли претерпела очередные изменения, предполагающие усиление роли штатов в регулировании торговых отношений. В частности, рассматривая дело «Хаммер против Дагенхарта» (1918), Верховный суд постановил, что разнообразные виды деятельности, которые не являются торговлей как таковой (то есть оказывают лишь косвенное воздействие на торговлю), не подлежат регулированию Конгрессом. Еще дальше шло решение 1938 года по делу «Железнодорожная компания Ири против Томпкинса», которое, в отличие от прецедента 1842 года, опровергало необходимость и возможность создания федерального общего права. В постановлении по данному делу было указано, что, устанавливая какие-либо нормы общего права, суд поступает неконституционно, поскольку вторгается в сферу полномочий, которые в соответствии с Конституцией сохранены за отдельными штатами. С этого момента судам предписывалось при рассмотрении гражданских дел, не урегулированных нормами федерального права, руководствоваться законодательством штатов.
Таким образом, если судебный прецедент 1842 года мог быть использован федеральным правительством в интересах создания общеамериканского торгового законодательства, то решение 1938 года исключало такую возможность. В конечном итоге к 30—40-м годам XX века в США сложилась устойчивая традиция регулирования торговых отношений правом штатов. Это обстоятельство не позволяло решить проблему унификации торгового права посредством принятия обязательного для всех штатов торгового кодекса. Особую озабоченность в формировании единообразных правовых норм в сфере коммерции и финансов проявляли американские банки и другие финансовые корпорации, заинтересованные в решении проблемы унификации большого объема финансовых сделок между штатами. В этой связи руководство НКУ и Американского института права приняло решение о создании единого массивного кодифицированного законопроекта, подлежащего принятию каждым штатом и позволяющего удовлетворить наиболее насущные потребности предпринимательской практики — модернизации торгового права, достижения единообразия в его регулировании и придания ему доступности для широкого круга лиц.

### Теоретические предпосылки

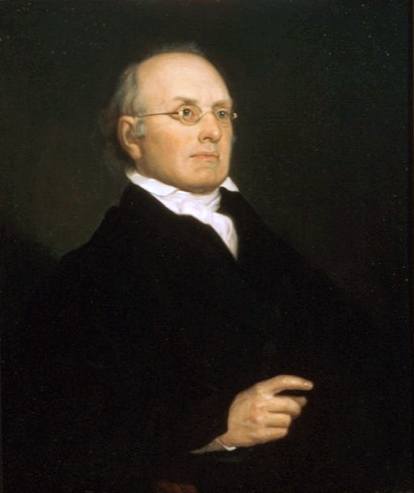
Джозеф Стори

В числе предпосылок создания ЕТК в литературе называют и деятельность ряда английских и американских юристов, внесших на протяжении XVIII—XIX веков значительный вклад в формирование единообразного торгового законодательства и общей теории торгового права. К их числу принадлежит, в частности, главный судья Англии и Уэльса Джон Холт, под началом которого суды общего права, рассматривавшие торговые споры, предприняли юридическое описание некоторых наиболее известных торговых обычаев. Британский юрист и политик Джеймс Мэнсфилд посредством инкорпорации торговых обычаев в структуру общего права приспособил английское право к нуждам индустриальной революции и её реформам. Английский правовед Уильям Блэкстон, известный как автор влиятельного трактата по английскому праву, составил также обширный комментарий предпринимательской практики для юристов и предпринимателей. Большой вклад в развитие теоретических основ собственно американского торгового права внес судья Верховного суда США, профессор Джозеф Стори, отстаивавший идею кодификации торгового законодательства и необходимость разработки федеральных законов о коммерческой деятельности.

## Разработка проекта ЕТК

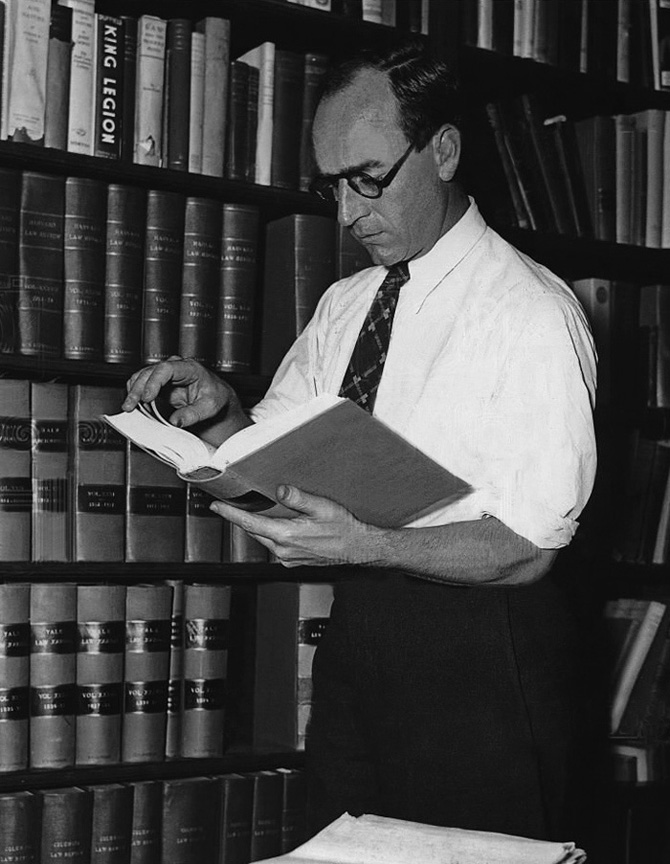
Карл Ллевеллин

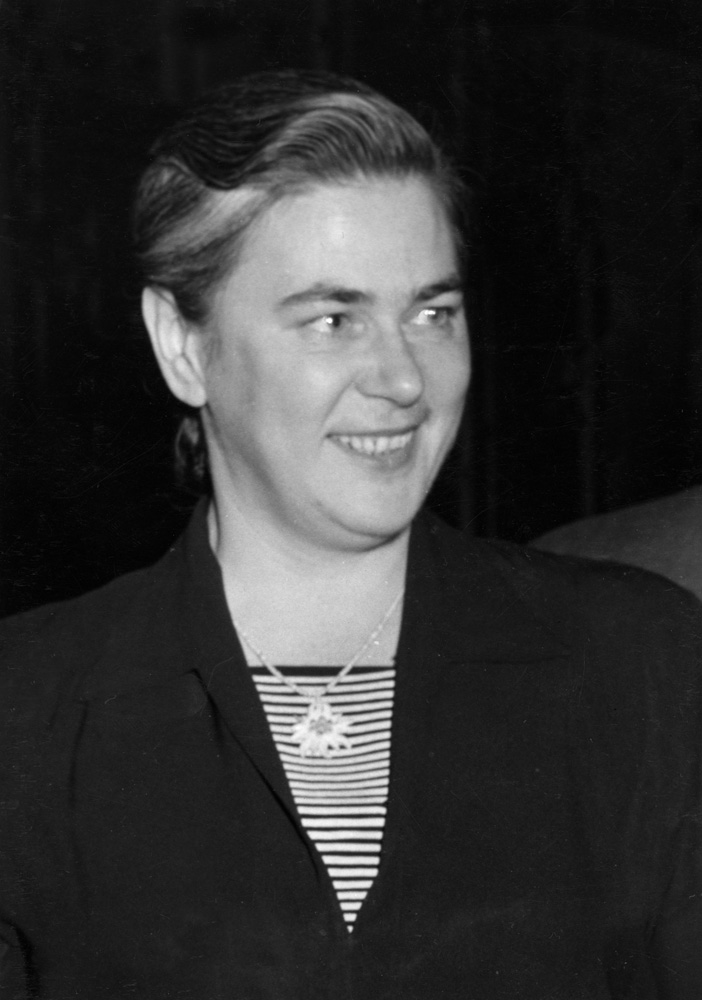
Зоя Менчикофф

В 1940 году с предложением о создании Единообразного торгового кодекса выступил президент НКУ Уильям А. Шнадер. Открывая конференцию НКУ, посвященную годовщине её создания, он обосновал необходимость разработки объемного законодательного акта, который позволил бы обновить торговое право и который смог бы унифицировать право штатов. Как следствие, исполнительный комитет НКУ принял решение о разработке торгового кодекса.
К предварительной работе над составлением проекта Кодекса был привлечен видный американский цивилист, председатель секции торгового права НКУ Карл Ллевеллин. По воспоминаниям Менчикофф, Шнадер обратился к Ллевеллину с вопросом: «Возможно ли вместо того, чтобы просить о частичных поправках… преподнести им всем одновременно нечто, что было бы последовательным, могло бы играть роль Единообразного торгового кодекса и что позволило бы нам провести все поправки одним… актом?». Ллевеллин, который, по словам Менчикофф, «никогда не был особенно скромным в таких вопросах», ответил: «Нет никаких проблем. Я сделаю небольшой набросок, как бы это могло выглядеть». Ему же Менчикофф приписывает и такие слова: «Мы должны сделать это, потому что это исключительно важно для будущего».
По мнению Ллевеллина, проект должен был опираться на постулаты реалистической школы права, что означало уход от излишней детализации правил заключения торговых сделок и тем самым — либерализацию торгового законодательства. В процессе разработки проекта Ллевеллин исходил из того, что правовые нормы могут быть правильно истолкованы только с учетом и в соответствии с тем контекстом, в который эти нормы заключены. Взгляды Ллевеллина в значительной степени предопределили такие специфические черты ЕТК, как преобладание открытых стандартов над жесткими правилами и необходимость толкования его положений с точки зрения цели регулирования.
В 1941 году к обсуждению проблемы унификации торгового законодательства присоединился Американский институт права (АИП). Формальное соглашение между НКУ и АИП относительно совместной разработки проекта ЕТК было достигнуто в 1944 году, чему предшествовала трехлетняя работа над общей концепцией и структурой будущего Кодекса. В частности, на первом этапе обе организации назначили по три члена Консультативного комитета по разработке ЕТК. В их число вошли: Уильям Левис, Томас Сван, Артур Корбин, Стерри Ватерман, Хирам Томас, Чарльз Хардин и Виллард Лютер. Этот комитет дал оценку первому рабочему проекту Кодекса, подготовленному К. Ллевеллином и З. Менчикофф, и затем посвящал 4—5 дней в месяц обсуждению очередных набросков проекта. В. Лютер отвечал за максимальное сокращение текста Кодекса; Т. Сван вместе с К. Ллевеллином определяли идеологию и политику ЕТК; А. Корбин нес ответственность за учет всех возможных обстоятельств, связанных с заключением и исполнением контрактов. В конце концов, набросок ЕТК, утверждённый этой группой в сентябре 1943 года, в дальнейшем и был положен в основу ЕТК.
С 1944 года совет по подготовке проекта ЕТК возглавил К. Ллевеллин. Наряду с Ллевеллином руководство работой над проектом осуществляла З. Менчикофф. Ответственными за разработку отдельных разделов Кодекса были назначены следующие лица: Ллевеллин (раздел 1 «Общие положения» и раздел 2 «Продажа»), В. Л. Проссер (раздел 3 «Торговые бумаги»), Ф. Лири (раздел 4 «Банковские депозиты»), Ф. Кесслер (раздел 5 «Аккредитивы»), Ч. Банн (раздел 6 «Комплексное отчуждение»), Л. Б. Шварц (раздел 7 «Складские свидетельства, коносаменты и другие товарораспорядительные документы»), З. Менчикофф (раздел 8 «Инвестиционные ценные бумаги»), Э. Дьюнхэм и Г. Гилмор (раздел 9 «Обеспечение сделок»).
Официально работа над обобщенным проектом Кодекса началась 1 января 1945 года, а его первый полнотекстовый вариант был составлен между 1946 и 1950 годами. Наблюдение за этой деятельностью вел Редакционный комитет из пяти человек под председательством судьи Герберта Ф. Гудриха. Деятельность разработчиков была организована следующим образом: непосредственную работу над различными вариантами текста осуществляли специалисты АИП; после доработки проекта одним из редакторов его вариант передавался на рассмотрение небольшой группе советников, затем — Совету АИП и секции НКУ. Лишь после этого проект рассматривался, как правило, на совместном заседании членов АИП и НКУ.
В дальнейшем, в своем обращении к нью-йоркской комиссии по пересмотру правовых актов 1954 года, К. Ллевеллин весьма подробно описал этот процесс:

Над каждой статьей работал один человек, или команда из двух разработчиков, которые её готовили, представляли и правили. Работа редакторов подвергалась жесткой критике и контролю обычно на трехдневных сессиях, проводившихся каждые шесть или девять недель, со стороны группы наблюдателей, в которую входили специалисты по соответствующей области права, эксперты от бизнеса или финансов, юристы или судьи, а также предприниматели… которые могли бы подтвердить, что все написанное имело смысл и что каждая его часть будет понятна даже тем, кто не является специалистом. Результаты каждой встречи обсуждались, перерабатывались и проверялись… Осуществлялись постоянные контакты и консультации с кем-либо из внешних экспертов, имевших отношение к бизнесу или праву…

Далее Ллевеллин сообщал о том, что итоги работы за каждый год (иногда и за полгода) подвергались рассмотрению на двух- или пятидневных сессиях секций НКУ, в ходе которых подготовленный материал критически рассматривался 11 экспертами НКУ и консилиумом из 30 судей АИП.

## Общая характеристика ЕТК
Правовая природа ЕТК:
1. Единообразный подход к регулированию торговли в отдельных штатах США
2. Охватывает не только торговые отношения, но и иные предпринимательские отношений.
Признаки ЕТК:
1.Системное изложение правовых установлений;
2. Формирование общих, абстрактных норм и принципов, создающих структуру отрасли права;
3.Введение единым законопроектом, предполагающим отмену ряда действующих ранее нормативных актов.
Воплощает специфику кодифицированных правовых актов (включает в себя  нормы материального и процессуального характера показывает)